# David Lama
David Lama (nepálsky डेभिड लामा; 4. srpna 1990, Innsbruck – 16. dubna 2019, Národní park Banff, Kanada) byl rakouský horolezec a sportovní lezec, bývalý reprezentant a mistr Evropy v lezení na obtížnost a v boulderingu, vítěz světového poháru v kombinaci. Dvojnásobný juniorský mistr světa a dvojnásobný vítěz Evropského poháru juniorů.

## Biografie
David Lama se narodil v roce 1990. Jeho otec je horský vůdce z Nepálu a jeho matka pochází z Innsbrucku. Davidovi bylo pět let, když se himálajský veterán Peter Habeler poprvé díval, jak leze na horolezeckém táboře, který pořádal. Poté Habeler okamžitě zavolal jeho rodiče, aby jim řekl, že chlapec má neobvyklý talent. Lama se pak stal součástí soutěže lezeckého týmu trénovaného Reinholdem Schererem a Rupertem Messnerem. Byl nejmladším lezcem, který soutěžil na Mistrovství Evropy ve věku patnácti let, a poprvé zde vyhrál v lezení na obtížnost (2006) i v boulderingu (2007) ve své první sezoně.
Závodní kariéru ukončil v roce 2010 po posledním závodu světového poháru v Kranji a zaměřil se na horolezectví. Cílem byly hory, dlouhé stěny a expedice. Kromě Cerro Kishtwar v roce 2011 přelezl těžké cesty v Dolomitech: Camillotto Pellisier, 8a+, Pan Aroma, 8c Cima Ovest, dále Super Cirill, 8a/8a+ v Ticinu, American Beuty v Chamonix, Paciencia 8a na Eiger a otevřel vlastní vícedélkový projekt na Taufenkopf za 8b+.
Zemřel pod lavinou v kanadském Národním parku Banff spolu se dvěma dalšími profesionálními horolezci.

## Výkony a ocenění
- držitel ocenění La Sportiva Competition Award z roku 2007[3][4]
- pět nominací na prestižní závody Rock Master v italském Arcu (v lezení na obtížnost a v boulderingu), 2. místo v obou disciplínách
- dvě nominace na prestižní závody v Serre Chevalier

### Hory
- první volný přelez Kompresorové cesty na Cerro Torre v Patagonii[5][6]
- Yoniverse prvovýstup na dosud nevylezený jižní vrchol Cerro Kishtwar (6 155 m n. m.) v Himálaji v Indii (David Lama, Stefan Siegrist, Denis Burdet a Rob Frost)[7]

### Sportovní výstupy ve skalách
- 2000 – Kindergarten 8a, Osp, Slovinsko - byl nejmladším lezcem který přelezl 8a ve své době
- 2004 – Devers Satanique 10- (8a+), OS, Gorges du Loup, Francie
- 2004 – 7pm JP Chaud 8c (10+/11-), Gorges du Loup, Francie - první přelez v této obtížnosti
- 2006 – Španělsko, OS několika cest do 10+ (8b+)
- 2007 – Gondor 11- (8c), Mordor 11-/11 (8c+/9a) a In Memo Reini 11- (8c), Niederthai, Rakousko - přelezy v jednom dni
- 2015 – Avaatara 9a, Libanon

### Vícedélkové cesty
- květen 2010: Brento Centro 8b, Monte Brento, Valle del Sarca, Itálie - první přelez: David Lama & Jorg Verhoeven[8]

### Závodní výsledky
| Mistrovství světa | Mistrovství světa | Mistrovství světa |
| Rok               | 2007              | 2009              |
| ----------------- | ----------------- | ----------------- |
| Obtížnost         | 9                 | 3                 |
| Bouldering        | 50                | —                 |

| Arco Rock Master | Arco Rock Master | Arco Rock Master | Arco Rock Master | Arco Rock Master | Arco Rock Master | Serre Chevalier Master | Serre Chevalier Master |
| Rok              | 2006             | 2007             | 2008             | 2009             | 2010             | 2006                   | 2007                   |
| ---------------- | ---------------- | ---------------- | ---------------- | ---------------- | ---------------- | ---------------------- | ---------------------- |
| Obtížnost        | 5                | 4                | —                | 2                | 9                | 3                      | 22-23                  |
| Bouldering       | —                | —                | 2                | —                | —                | —                      | —                      |

| Světový pohár       | Světový pohár   | Světový pohár    | Světový pohár | Světový pohár | Světový pohár |
| Rok                 | 2006            | 2007             | 2008          | 2009          | 2010          |
| ------------------- | --------------- | ---------------- | ------------- | ------------- | ------------- |
| Obtížnost           | 2               | 7                | 12            | 7             | 8             |
| jednotlivě* (5/1/1) | ,,6,7,-,9,-,9,, | -,10,4,5,9,25,7, | -,-,,-,4,-    | 10,7,9,12,27, | 22,5,6,5,4,12 |
|                     |                 |                  |               |               |               |
| Bouldering          | 16              | 19               | 2             | 18-20         | —             |
| jednotlivě* (3/0/2) | -,,-,-,-,-,-    | -,14,-,11,4,-,-  | -,,,9,,,23    | -,-,13,7,-    | —             |
|                     |                 |                  |               |               |               |
| Kominace            | 2               | 6                | 1             | 5             | —             |

- pozn.: nalevo jsou poslední závody v roce

| Mistrovství Evropy | Mistrovství Evropy | Mistrovství Evropy | Mistrovství Evropy |
| Rok                | 2006               | 2007               | 2010               |
| ------------------ | ------------------ | ------------------ | ------------------ |
| Obtížnost          | 1                  | —                  | 4                  |
| Bouldering         | —                  | 1                  | —                  |

| Mistrovství světa juniorů | Mistrovství světa juniorů | Mistrovství světa juniorů | Mistrovství světa juniorů |
| Rok                       | 2004 Kat. B               | 2005 Kat. B               | 2006 Kat. A               |
| ------------------------- | ------------------------- | ------------------------- | ------------------------- |
| Obtížnost                 | 1                         | 1                         | 3                         |

| Evropský pohár juniorů | Evropský pohár juniorů                                        | Evropský pohár juniorů                                                           | Evropský pohár juniorů |
| Rok                    | 2004 Kat. B                                                   | 2005 Kat. B                                                                      | 2006 Kat. A            |
| ---------------------- | ------------------------------------------------------------- | -------------------------------------------------------------------------------- | ---------------------- |
| Obtížnost              | 1                                                             | 1                                                                                | 11                     |
| jednotlivě (9/1/0)     | Zlatá medaile · Zlatá medaile · Zlatá medaile · Zlatá medaile | Zlatá medaile · Zlatá medaile · Zlatá medaile · Zlatá medaile · Stříbrná medaile | -,-,-,-,               |

- pozn.: nalevo jsou poslední závody v roce
- **Mistrovství Evropy juniorů bylo až od roku 2012

## Filmografie
- Cerro Torre (2013); režie: Thomas Dirnhofer - David Lama a první volný přelez cesty Compressor Route na Cerro Torre v Patagonii: trailer k Cerro Torre na YouTube